# 宇都宮懐久
宇都宮 懐久（うつのみや かねひさ）は、南北朝時代の武将。
父は宇都宮貞久で、南朝の武将として活躍した。
懐久は祖父宇都宮貞泰や父貞久・叔父貞邦と共に、宮方（南朝）の懐良親王に従い伊予国から豊前国仲津に移ったが、同族の豊前宇都宮氏が北朝方であったため、懐良親王と南朝方の菊池氏の本拠地の肥後国八代に移る。
正平14年/延文4年（1359年）、懐久は父や叔父と共に筑後川の戦いで懐良親王の軍勢の武将として戦い、懐久と貞邦は討ち死にを遂げた。

## 筑後宇都宮氏略系
```
     
藤原道兼
（
藤原北家
）
　　　　  ┣━━━┳━━━┓
　　　　 
兼隆
　　
兼綱
　　
兼信

　　　　  ┃  
　　　　 
兼房

　　　　  ┃  
　　　　 
宗円
（
宇都宮氏
）
　　　　　┃
　　　　 
八田宗綱
　　　　　　　　　　　　　　　　　　　　　
　　　　　┃　　　　　　　　　　　
 　　　　
宇都宮朝綱
　　　　　　　　
　　　　　┃
　　　　 
成綱

　　　　　┃
　　　　 
頼綱
　　　
　　　　　┃                                      
　　　　 
泰綱

　　　　　┃ 　　　　　　　　　　　　　　　　　　 　　　　　　
　　　　 
景綱
                                    　　　　　
　　　　　┣━━━━━━┓　　　　　　　　　　　　　　　　　　
　　　　 
貞綱
　　　　　
泰宗
　　　　　　　　　　　　　　　　
　　　　　┣━━┓　　　┣━━━━━┓ 　　　　　 　　　　　　
　　　　 
公綱
　
冬綱
　
武茂
時綱
　　　
貞泰
　　　　　　　　　　　
　　（
下野宇都宮氏
）　　　　　      ┣━━━━━━━┳━━━━━━━┳━━━━━━━┓　　　　　
　　　　 　　                  　  
義綱
　　　　　　
貞宗
　　　　　　
貞久
　　　　　　
貞邦

　　　　　　　　　　             　 ┃　　　　　  　┃　　　　　　　┃　　　　
　　　　 　　　　　　　　　　　　
城井元綱
　　　　　
豊房
　　　　　　
懐久

　　　　　　　　　　（
豊前宇都宮氏
・城井氏嗣）（
伊予宇都宮氏
）　　　┣━━━━━━━┓　　　　　　　　
　　　　 　　　　　　　　　　　　　　　　　　　　　　　　　　　　
蒲池久憲
　　　　　
資綱

　　　　　　　　　　　　　　　　　　　　　　　　　　　　　　　　　　┣━━┓　　　　┃
　　　　 　　　　　　　　　　　　　　　　　　　　　　　　　　　　　
義久
　
城井則房
　
大木政長

   　　　　　　　　　　　　　　　　　　　　　　　　　　　　　　　（
蒲池氏
）　　　（
大木氏
）
```